# Auto GP
A Auto GP, às vezes chamada de Auto GP World Series, e anteriormente conhecida como Euro Formula 3000 e Euroseries 3000 (Fórmula 3000 europeia), foi uma categoria de automobilismo criada em 1999.

## História

### Fórmula 3000 Italiana
As raízes da categoria podem ser traçadas até 1999 e a Fórmula 3000 Italiana, organizada por Pierluigi Corbari, utilizando chassis Lola T96/50, equipados com motores Zytek-Judd KV, 3.0 V8 (usados da Fórmula 3000 Internacional, que os substituiu em 1999). Nas primeiras temporadas, quase todas as corridas eram disputadas na Itália, passando a serem disputadas em outros países da Europa.

### Fórmula 3000 Europeia
Em 2001, a categoria se tornou a Fórmula 3000 Europeia, que utilizaria os chassis Lola B99/50. Em 2004, a Superfund se tornou patrocinadora da categoria, mudando o nome para Superfund Euro Formula 3000, porém, em 2005, após falta de fundos da patrocinadora e a falha de um projeto audaz de categoria, chamado Fórmula Superfund, o patrocínio foi cancelado e a categoria foi fechada.

### Euroseries 3000
Em 2005, a Coloni Motorsport estabeleceu uma categoria de Fórmula 3000 na Itália, utilizando tanto o nome da Fórmula 3000 Italiana quanto os carros e estrutura da categoria. Em 2006, a Coloni expandiu a categoria para toda a Europa, com um novo campeonato, chamado Euroseries 3000 e utilizando chassis Lola B02/50.

### Auto GP
Em 2009, a organização da Euroseries 3000 definiu que os chassis Lola B02/50 competiriam com os chassis Lola B05/52 (da recém-extinta A1 Grand Prix), que os substituiriam na temporada seguinte.
O campeonato em si foi renomeado para Auto GP na temporada de 2010, oferecendo € 200,000 em prêmios durante a temporada.
Em junho de 2015, a temporada corrente da Auto GP foi suspensa por causa do baixo número de carros no grid: apenas 10 pilotos foram inscritos no campeonato, mas o número foi reduzido após o italiano Loris Spinelli ter desistido de correr na etapa de Silverstone
Segundo um comunicado, embora a temporada fosse interrompida, não deveria ser considerada encerrada. Após duas rodadas-duplas, o campeonato foi liderado pelo brasileiro Antonio Pizzonia, da equipe Zele Racing, até o cancelamento definitivo, e nenhum piloto foi declarado campeão.
Voltou a ser disputada em 2016, novamente com 10 pilotos inscritos e apenas uma rodada-dupla foi realizada, no Circuito de Adria. O campeão foi o mexicano Luis Michael Dörrbecker, que venceu as duas corridas.

## Campeões
| Ano  | Nome                              | Campeão                 | Vice-campeão         | Terceiro colocado     | Equipe vencedora         | Campeão da classe secundária          |
| ---- | --------------------------------- | ----------------------- | -------------------- | --------------------- | ------------------------ | ------------------------------------- |
| 1999 | Fórmula 3000 italiana             | Giorgio Vinella         | Werner Lupberger     | Marco Apicella        | Team Martello            | Não houve                             |
| 2000 | Fórmula 3000 italiana             | Ricardo Sperafico       | Warren Hughes        | Gabriele Lancieri     | Arden Team Russia        | Não houve                             |
| 2001 | Formula 3000 Europeia             | Felipe Massa            | Thomas Biagi         | Alex Müller           | Draco Junior Team        | Não houve                             |
| 2002 | Formula 3000 Europeia             | Jaime Melo              | Romain Dumas         | Jaroslav Janiš        | Team Great Wall          | Não houve                             |
| 2003 | Formula 3000 Europeia             | Augusto Farfus          | Fabrizio del Monte   | Gianmaria Bruni       | Draco Junior Team        | Não houve                             |
| 2004 | Superfund Euro Formula 3000       | Nicky Pastorelli        | Fabrizio del Monte   | Norbert Siedler       | Draco Junior Team        | Não houve                             |
| 2005 | Fórmula 3000 italiana             | Luca Filippi            | Jaroslav Janiš       | Giacomo Ricci         | FMS International        | Stefano Gattuso (Classe Light)        |
| 2006 | Euroseries 3000                   | Giacomo Ricci           | Marco Bonanomi       | Vitaly Petrov         | FMS International        | Giacomo Ricci (Fórmula 3000 italiana) |
| 2007 | Euroseries 3000                   | Davide Rigon            | Diego Nunes          | Luiz Razia            | Minardi by GP Racing     | Davide Rigon (Fórmula 3000 italiana)  |
| 2008 | Euroseries 3000                   | Nicolas Prost           | Fabio Onidi          | Adam Khan             | Bull Racing              | Julián Leal (Fórmula 3000 italiana)   |
| 2009 | Euroseries 3000                   | Will Bratt              | Marco Bonanomi       | Fabio Onidi           | FMS International        | Will Bratt (Fórmula 3000 italiana)    |
| 2010 | Auto GP                           | Romain Grosjean         | Edoardo Piscopo      | Duncan Tappy          | DAMS                     | Adrien Tambay (Troféu U21)            |
| 2011 | Auto GP                           | Kevin Ceccon            | Luca Filippi         | Sergey Afanasyev      | DAMS                     | Kevin Ceccon (Troféu U21)             |
| 2012 | Auto GP World Series              | Adrian Quaife-Hobbs     | Pål Varhaug          | Sergey Sirotkin       | Super Nova International | Adrian Quaife-Hobbs (Troféu U21)      |
| 2013 | Auto GP                           | Vittorio Ghirelli       | Kimiya Sato          | Sergio Campana        | Super Nova International | Vittorio Ghirelli (Troféu U21)        |
| 2014 | Auto GP                           | Kimiya Sato             | Tamás Pál Kiss       | Markus Pommer         | Super Nova International | Não houve                             |
| 2015 | Auto GP                           | Categoria cancelada     | Categoria cancelada  | Categoria cancelada   | Categoria cancelada      |                                       |
| 2016 | Auto GP Formula Open Championship | Luis Michael Dörrbecker | Mahaveer Raghunathan | Christof von Grünigen | Torino Squadra Corse     | Não houve                             |

## Sistema de pontuação
| Sistema de pontuação da temporada 2012 da Auto GP | Sistema de pontuação da temporada 2012 da Auto GP | Sistema de pontuação da temporada 2012 da Auto GP | Sistema de pontuação da temporada 2012 da Auto GP | Sistema de pontuação da temporada 2012 da Auto GP | Sistema de pontuação da temporada 2012 da Auto GP | Sistema de pontuação da temporada 2012 da Auto GP | Sistema de pontuação da temporada 2012 da Auto GP | Sistema de pontuação da temporada 2012 da Auto GP | Sistema de pontuação da temporada 2012 da Auto GP | Sistema de pontuação da temporada 2012 da Auto GP | Sistema de pontuação da temporada 2012 da Auto GP | Sistema de pontuação da temporada 2012 da Auto GP |
| ------------------------------------------------- | ------------------------------------------------- | ------------------------------------------------- | ------------------------------------------------- | ------------------------------------------------- | ------------------------------------------------- | ------------------------------------------------- | ------------------------------------------------- | ------------------------------------------------- | ------------------------------------------------- | ------------------------------------------------- | ------------------------------------------------- | ------------------------------------------------- |
| Corrida                                           | 1st                                               | 2nd                                               | 3rd                                               | 4th                                               | 5th                                               | 6th                                               | 7th                                               | 8th                                               | 9th                                               | 10th                                              | Pole-position                                     | Volta mais rápida                                 |
| R1                                                | 25                                                | 18                                                | 15                                                | 12                                                | 10                                                | 8                                                 | 6                                                 | 4                                                 | 2                                                 | 1                                                 | 1                                                 | 1                                                 |
| R2                                                | 20                                                | 15                                                | 12                                                | 10                                                | 8                                                 | 6                                                 | 4                                                 | 3                                                 | 2                                                 | 1                                                 |                                                   | 1                                                 |

### Evolução do sistema de pontuação
| Pontuações anteriores à Auto GP | Pontuações anteriores à Auto GP | Pontuações anteriores à Auto GP | Pontuações anteriores à Auto GP | Pontuações anteriores à Auto GP | Pontuações anteriores à Auto GP | Pontuações anteriores à Auto GP | Pontuações anteriores à Auto GP | Pontuações anteriores à Auto GP | Pontuações anteriores à Auto GP | Pontuações anteriores à Auto GP | Pontuações anteriores à Auto GP | Pontuações anteriores à Auto GP | Pontuações anteriores à Auto GP |
| ------------------------------- | ------------------------------- | ------------------------------- | ------------------------------- | ------------------------------- | ------------------------------- | ------------------------------- | ------------------------------- | ------------------------------- | ------------------------------- | ------------------------------- | ------------------------------- | ------------------------------- | ------------------------------- |
| Anos                            | Corrida                         | 1st                             | 2nd                             | 3rd                             | 4th                             | 5th                             | 6th                             | 7th                             | 8th                             | 9th                             | 10th                            | Pole-position                   | Volta mais rápida               |
| 2011                            | R1                              | 25                              | 18                              | 15                              | 12                              | 10                              | 8                               | 6                               | 4                               | 2                               | 1                               | 1                               | 1                               |
| 2011                            | R2                              | 18                              | 13                              | 10                              | 8                               | 6                               | 4                               | 2                               | 1                               |                                 |                                 |                                 | 1                               |
| 2006–2010                       | R1                              | 10                              | 8                               | 6                               | 5                               | 4                               | 3                               | 2                               | 1                               |                                 |                                 | 1                               | 1                               |
| 2006–2010                       | R2                              | 6                               | 5                               | 4                               | 3                               | 2                               | 1                               |                                 |                                 |                                 |                                 |                                 | 1                               |
| 2004–2005                       | 2004–2005                       | 10                              | 8                               | 6                               | 5                               | 4                               | 3                               | 2                               | 1                               |                                 |                                 |                                 |                                 |
| 1999–2003                       | 1999–2003                       | 10                              | 6                               | 4                               | 3                               | 2                               | 1                               |                                 |                                 |                                 |                                 |                                 |                                 |